# 壁宿一
壁宿一（γ Peg / 飞马座γ）是位在飛馬座內的一顆恆星，意思是構成城牆的第一顆星，它在英文的固有名稱是Algenib，但是天船三（英仙座α）有著相同的名字，因此會造成混淆。
壁宿一位于飛馬座四邊形左下角的位置上，是一顆仙王β型變星，它的視星等以3.6小時的週期在+2.78 和 +2.89等之間變化著。與地球的距離為335光年，屬於B2 型的恆星，亮度是太陽的4,000倍，直徑是太陽的4.5倍，質量約為7-10太陽質量。 

## 外部連結
- Bright Star Catalog （页面存档备份，存于）
- Algenib